# Plecia erebeoidea
Plecia erebeoidea är en tvåvingeart som beskrevs av Hardy 1982. Plecia erebeoidea ingår i släktet Plecia och familjen hårmyggor. Inga underarter finns listade i Catalogue of Life.